# 太阳强蟹
太阳强蟹（学名：Eucrate solaris）为长脚蟹科强蟹属的动物。在中国大陆，分布于海南岛、广西等地，生活环境为海水，主要生活于水深50米左右的泥沙质海底。其生存的海拔上限为-50米。